# 科托瓦內
49°26′35″N 23°20′34″E / 49.44306°N 23.34278°E
科托瓦內（羅馬化：Kotovane）是烏克蘭西部利沃夫州德羅霍貝奇區的村莊，始建於1430年，面積16平方公里，2001年人口111，人口密度每平方公里6.9人。